# Nijole Sabaite
Nijole Sabaite (Unión Soviética, 12 de agosto de 1950) es una atleta soviética retirada, especializada en la prueba de 800 m en la que llegó a ser subcampeona olímpica en 1972.

## Carrera deportiva
En los JJ. OO. de Múnich 1972 ganó la medalla de plata en los 800 metros, con un tiempo de 1:58.65 segundos, llegando a meta tras la alemana Hildegard Falck que con 1:58.55 segundos batió el récord olímpico, y por delante de otra alemana Gunhild Hoffmeister (bronce).